# Francesco Testi
Francesco Testi (ur. 4 listopada 1978 w Weronie) – włoski aktor telewizyjny, filmowy i teatralny.

## Życiorys

### Wczesne lata
Dorastał z bratem. Jego rodzice rozwiedli się. Początkowo był siatkarzem, uczestniczącym w męskich rozgrywkach Serie B1, ale z powodu kontuzji został zmuszony do rezygnacji z dalszej kariery sportowej. Grywał w bilard, był animatorem w klubie. Pracował także jako dyrektor handlowy w firmie odzieżowej dla motocyklistów w Weronie.

### Kariera
W 2000 roku wziął udział w reality show Canale 5 Grande Fratello. W 2005 roku zadebiutował na dużym ekranie dramacie Sexum Superando - Isabella Morra z udziałem Tony'ego Esposito. W 2008 wystąpił na scenie w sztuce Il primo che mi capita. Potem grywał głównie w produkcjach telewizyjnych, m.in. miniserialu Canale 5 Grzech i wstyd (Il peccato e la vergogna, 2010) u boku Gabriela Garko.

## Wybrana filmografia

### Filmy fabularne
- 2005: Sexum Superando - Isabella Morra
- 2012: Né con te né senza di te (TV) jako Pietro De Leonardi

### Seriale TV
- 2000: Grande fratello
- 2003: Soulstalkers
- 2006: L'onore e il rispetto jako Komisarz Rolla
- 2010: Caterina e le sue figlie 3
- 2010: Il peccato e la vergogna jako Giancarlo Fontamara
- 2011: Sangue caldo jako Enea Pinin
- 2013: Baciamo le mani - Palermo New York 1958
- 2014: Il peccato e la vergogna jako Giancarlo Fontamara
- 2014: Furore - Il vento della speranza jako Vito Licata
- 2014: Il restauratore
- 2014: L'onore e il rispetto
- 2015: Galerias Velvet jako Marco Cafiero